# AMBAC
AMBAC（アンバック、英: Active Mass Balance Auto Control=能動的質量移動による自動姿勢制御）とは、アニメ『ガンダムシリーズ』において登場する作品中の架空の技術の名称。

## 概要

### 作品世界での経緯
AMBACシステムは、宇宙空間において腕や脚の振りにより姿勢制御を行う方式である。従来方式の宇宙戦闘機はバーニア・ロケットで推進剤を噴射して、その反作用で姿勢制御を行っているが、推進剤の消費量は極めて大きく、従来型の宇宙戦闘機の場合、180度の姿勢変化を2.5秒で行うと30回程度で推進剤切れとなった。一方のAMBACシステムでは可動肢（腕部や脚部）を高速で動かすことで発生する反作用によって、モビルスーツやモビルアーマーの機体全体の姿勢制御に利用するものである。バーニアやスラスターと異なり、AMBACシステムでは推進剤を全く消費しないため、宇宙空間ではデッドウェイトになると考えられていたモビルスーツの可動肢が、有用な姿勢制御システムとして働くことになった。
一年戦争後に製作されたモビルスーツには、四肢の他にテールスタビレーターやフレキシブルバインダー等の可動肢を設けた機体も開発され、積極的に機体の姿勢制御を行う形に発展した。
しかし、映像メディアのガンダムシリーズの劇中では作画が複雑になりすぎるためほとんど描写されておらず、ほぼすべての作品でモビルスーツやモビルアーマーはバーニア噴射によって（時には噴射なしで）空間機動や大気圏内飛行を行なっている。例外として、短編コンピュータグラフィックス作品『GUNDAM EVOLVE II RX-178 GUNDAM Mk-II』にて、ガンダムMk-IIの空間戦闘シーンにおいてAMBACによる姿勢制御の表現が行われている。
『ガンダムSEED MSV』では、M1Aアストレイなど宇宙戦用のモビルスーツで、機能がAMBACに特化した可動肢が使用されている。『機動戦士ガンダムAGE』では、小太刀右京によるノベライズ版にAMBACへの言及がある。

### 現実世界での経緯
この技術は、日本のテレビアニメ『機動戦士ガンダム』放送終了後の1981年、みのり書房のムック『宇宙翔ける戦士達 GUNDAM CENTURY』の記事内で発表された。当時のアニメの制作スタッフとは無関係に、宇宙空間における人型兵器の存在を合理化できる作品世界に存在する技術として、（後にガンダムシリーズの設定考証を担当することとなる）森田繁が学生時代に考案した（本来は）非公式の設定である。この記事ではジオニック社の技術陣による開発とされ、軍用の強力なジェネレーター（初期は通常型原子炉、後に超小型熱核反応炉）と四肢を稼働させる流体内パルスシステムの組み合わせにより「モビルスーツのような巨大兵器でも、腕を、先端の加速一〇〇G以上で運動させる事で、三秒以内で一八〇度の姿勢変化がさせられる」とされている。

## 備考
- 実際の宇宙機などでも、姿勢制御にスラスターを使うことには複数の問題があるので（推進剤を消費する、噴射機構は比較的複雑でありトラブルの可能性が高い、姿勢だけでなく軌道に影響する）、モーメンタムホイール等と呼ばれる角運動量を保存させる一種のフライホイールを併用して姿勢制御を行っている。
- さらに複雑な形状（たとえば、ヒト型）における、手足を用いた姿勢制御自体は、現実に宇宙飛行士が船外活動においてよく使っている手法であるが、「AMBAC」はあくまで架空の呼称であり、現実のそれを指して（専門用語として）使われることは通常はない。
- なお、AMBACについて、力学的な、さらに実際の技術に基づき検討や考察を行った例はある[2]。